# Dorcadion marinae
Dorcadion marinae är en skalbaggsart som först beskrevs av Tomé och Bahillo 1996.  Dorcadion marinae ingår i släktet Dorcadion och familjen långhorningar. Inga underarter finns listade i Catalogue of Life.